# Barbara Labuda

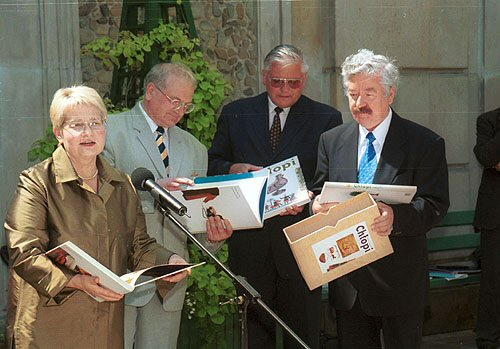
Barbara Labuda na uroczystościach zakończenia Roku Reymontowskiego (2001)

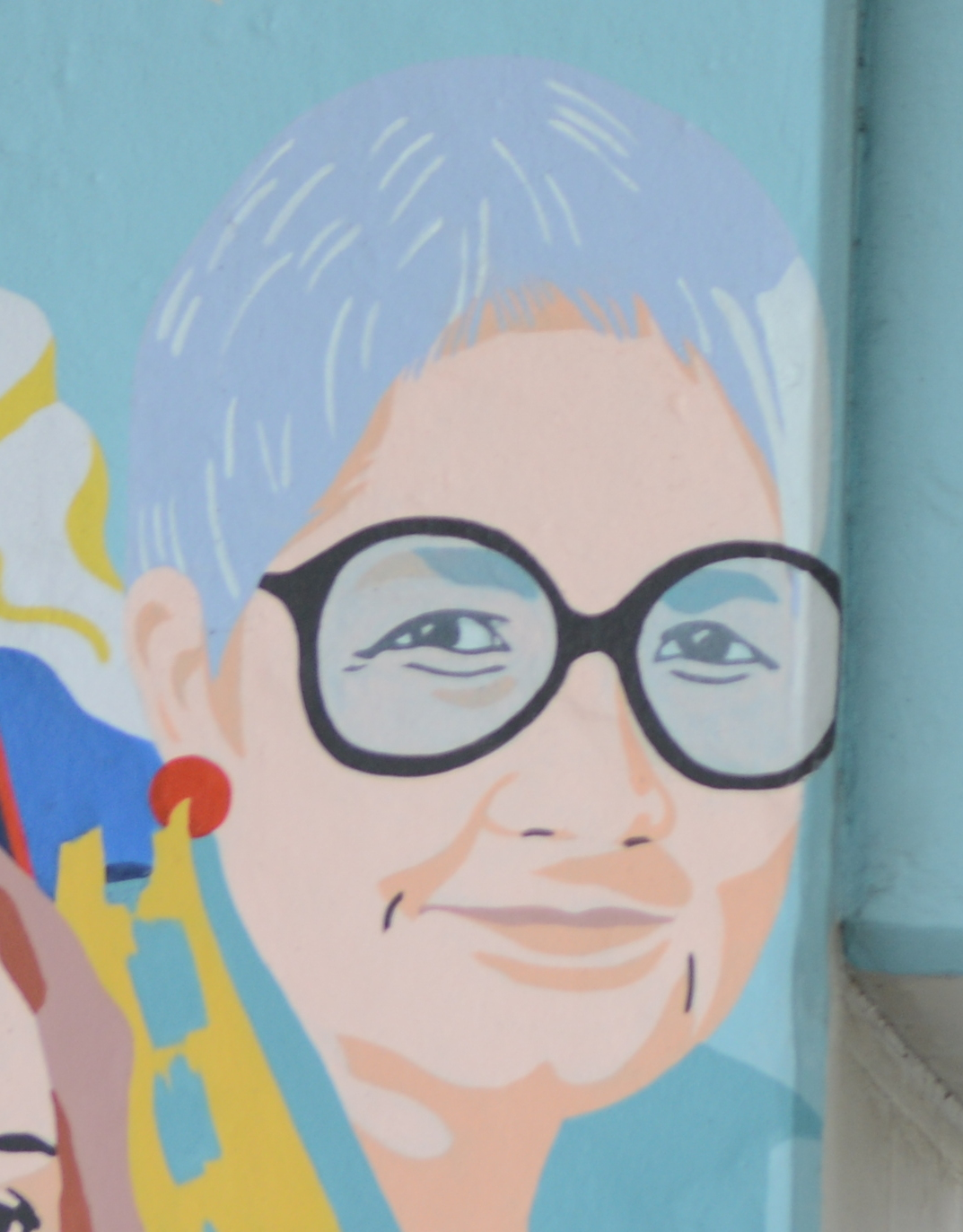
Wizerunek Barbary Labudy na muralu „Kobiety Wolności” w Gdańsku

Barbara Lidia Labuda z domu Ciesielska (ur. 19 kwietnia 1946 w Żmigrodzie) – polska polityk, romanistka, doktor nauk humanistycznych, działaczka opozycji demokratycznej w czasach PRL. Posłanka na Sejm X, I i II kadencji, minister w Kancelarii Prezydenta RP, w latach 2005–2010 ambasador RP w Luksemburgu.

## Życiorys
Ukończyła w 1970 studia w Instytucie Filologii Romańskiej Uniwersytetu Wrocławskiego. W 1984 na Wydziale Filologicznym UWr uzyskała stopień naukowy doktora nauk humanistycznych. Pracowała w Instytucie Filologii Romańskiej na tej uczelni.
W latach 1975–1979 prowadziła biblioteczkę wydawnictw emigracyjnych i niezależnych we Wrocławiu. W latach 1976–1980 współpracowała z Komitetem Obrony Robotników. W latach 1978–1979 przebywała we Francji. W 1980 wstąpiła do „Solidarności”. W stanie wojennym od 13 do 15 grudnia 1981 uczestniczyła w strajkach we Wrocławiu. W październiku 1982 została aresztowana, a w kwietniu 1983 skazano ją na karę 1 roku i 6 miesięcy pozbawienia wolności, którą odbywała we Wrocławiu i Krzywańcu. Zwolniona w lipcu 1983 na mocy amnestii. W 1982 w przyczyn politycznych została zwolniona z pracy.
W 1989 została posłanką na Sejm kontraktowy z poparciem Komitetu Obywatelskiego, wybraną w okręgu Wrocław-Fabryczna. W 1991 i 1993 uzyskiwała ponownie mandat poselski w okręgach wrocławskich: nr 11 i nr 50 z ramienia Unii Demokratycznej. W 1994 została członkinią Unii Wolności. Odeszła z niej w następnym roku, popierając w drugiej turze wyborów prezydenckich w 1995 Aleksandra Kwaśniewskiego. Do 1997 pozostawała posłanką niezrzeszoną, nie ubiegała się o reelekcję.
Od 1995 do 2005 pełniła funkcję ministra w Kancelarii Prezydenta RP. Pod koniec drugiej kadencji Aleksandra Kwaśniewskiego została powołana na urząd ambasadora RP w Luksemburgu. Odwołana ze stanowiska ambasadora z dniem 31 lipca 2010.
Została członkinią rady programowej Kongresu Kobiet, a w 2011 „ministrem ds. świeckości państwa i wielokulturowości” w tzw. gabinecie cieni Kongresu Kobiet. W 2019 stanęła na czele komitetu poparcia partii Wiosna Roberta Biedronia. Weszła również w skład Komitetu Wspierania Muzeum Historii Żydów Polskich Polin w Warszawie.
W 2005 opublikowała książkę Poszukiwania, traktującą o „dojrzewaniu do duchowości” i „filozoficznych poszukiwaniach”. W 2019 ukazała się jej książka Dziwne światy.
Była związana z ruchem Antrovis.

## Odznaczenia i upamiętnienie
W 2004 otrzymała Legię Honorową V klasy, a w 2011 została odznaczona Krzyżem Oficerskim Orderu Odrodzenia Polski.
W 2019 jej wizerunek znalazł się na muralu „Kobiety Wolności” na stacji PKM Strzyża w Gdańsku.

## Życie prywatne
Siostra Jana Ciesielskiego. W latach 1968–1998 była żoną Aleksandra Labudy, z którym ma syna.